# Fundo de Universalização dos Serviços de Telecomunicações
O Fundo de Universalização dos Serviços de Telecomunicações (FUST) foi instituído pela Lei nº 9.998, de 17 de agosto de 2000, com a finalidade de proporcionar recursos destinados ao cumprimento das obrigações de universalização de serviços de telecomunicações. Cabe ao Ministério das Comunicações formular as políticas, as diretrizes gerais e as prioridades que orientam as aplicações do Fust, bem como definir os programas, projetos e atividades financiados com recursos do Fundo.